# Родига, Эмиль
Эмиль Родига́ (фр. Émile Rodigas; 2 апреля 1831, Синт-Трёйден — 14 ноября 1902, Гент) — бельгийский садовод и ботаник.
Сын Франсуа Родига (1801—1877), медика и садовода, вице-президента Общества лесоводов Бельгии.
Окончил гимназию в Лире, изучал медицину в Брюсселе. С 1855 г. сотрудничал с брюссельским журналом La Feuille du Cultivateur, с 1860 г. преподавал в государственной школе садоводов в Брюгге. С 1875 г. директор Гентского зоопарка. С 1888 г. директор Гентской школы садоводства. Занимал также пост секретаря в Обществе лесоводов Бельгии, был действительным членом бельгийского Королевского ботанического общества.
Опубликовал «Справочник по овощеводству» (фр. Manuel de culture maraichère; 1853, совместно с Ж. Деби), ряд исследований, связанных с орхидеями.
Именем Родига назван вид растений рода Недотрога (Impatiens rodigasii L.Linden).